# Tierras Coloradas, Jalisco
Tierras Coloradas är en ort i Mexiko.   Den ligger i kommunen Acatic och delstaten Jalisco, i den centrala delen av landet, 400 km väster om huvudstaden Mexico City. Tierras Coloradas ligger 1 767 meter över havet och antalet invånare är 1 546.
Terrängen runt Tierras Coloradas är huvudsakligen platt, men söderut är den kuperad. Terrängen runt Tierras Coloradas sluttar västerut. Runt Tierras Coloradas är det ganska tätbefolkat, med 86 invånare per kvadratkilometer. Närmaste större samhälle är Tepatitlán de Morelos, 14,1 km nordost om Tierras Coloradas. I omgivningarna runt Tierras Coloradas växer huvudsakligen savannskog.